# Sanxay
Sanxay és un municipi francès situat al departament de la Viena i a la regió de la Nova Aquitània. L'any 2007 tenia 549 habitants.

## Demografia

### Població
El 2007 la població de fet de Sanxay era de 549 persones. Hi havia 260 famílies de les quals 84 eren unipersonals (44 homes vivint sols i 40 dones vivint soles), 104 parelles sense fills, 48 parelles amb fills i 24 famílies monoparentals amb fills.
La població ha evolucionat segons el següent gràfic:
Habitants censats

### Habitatges
El 2007 hi havia 362 habitatges, 260 eren l'habitatge principal de la família, 47 eren segones residències i 55 estaven desocupats. 355 eren cases i 6 eren apartaments. Dels 260 habitatges principals, 206 estaven ocupats pels seus propietaris, 50 estaven llogats i ocupats pels llogaters i 4 estaven cedits a títol gratuït; 3 tenien una cambra, 12 en tenien dues, 38 en tenien tres, 75 en tenien quatre i 132 en tenien cinc o més. 175 habitatges disposaven pel capbaix d'una plaça de pàrquing. A 144 habitatges hi havia un automòbil i a 91 n'hi havia dos o més.

### Piràmide de població
La piràmide de població per edats i sexe el 2009 era:
| Homes | Edats   | Dones |
| ----- | ------- | ----- |
| 0     | 95 o +  | 4     |
| 0     | 90 a 94 | 12    |
| 8     | 85 a 89 | 20    |
| 12    | 80 a 84 | 4     |
| 8     | 75 a 79 | 28    |
| 20    | 70 a 74 | 16    |
| 24    | 65 a 69 | 24    |
| 24    | 60 a 64 | 24    |
| 16    | 55 a 59 | 8     |
| 36    | 50 a 54 | 20    |
| 16    | 45 a 49 | 28    |
| 4     | 40 a 44 | 12    |
| 40    | 35 a 39 | 24    |
| 24    | 30 a 34 | 8     |
| 16    | 25 a 29 | 24    |
| 8     | 20 a 24 | 24    |
| 20    | 15 a 19 | 16    |
| 12    | 10 a 14 | 8     |
| 16    | 5 a 9   | 20    |
| 20    | 0 a 4   | 16    |

## Economia
El 2007 la població en edat de treballar era de 316 persones, 220 eren actives i 96 eren inactives. De les 220 persones actives 205 estaven ocupades (118 homes i 87 dones) i 15 estaven aturades (6 homes i 9 dones). De les 96 persones inactives 43 estaven jubilades, 21 estaven estudiant i 32 estaven classificades com a «altres inactius».

### Ingressos
El 2009 a Sanxay hi havia 267 unitats fiscals que integraven 584 persones, la mediana anual d'ingressos fiscals per persona era de 15.331 €.

### Activitats econòmiques
Dels 21 establiments que hi havia el 2007, 1 era d'una empresa de fabricació d'altres productes industrials, 3 d'empreses de construcció, 6 d'empreses de comerç i reparació d'automòbils, 1 d'una empresa de transport, 2 d'empreses d'hostatgeria i restauració, 1 d'una empresa financera, 1 d'una empresa immobiliària, 4 d'empreses de serveis i 2 d'empreses classificades com a «altres activitats de serveis».
Dels 8 establiments de servei als particulars que hi havia el 2009, 1 era una oficina de correu, 1 una oficina bancària, 2 paletes, 1 fusteria, 1 perruqueria i 2 restaurants.
Dels 3 establiments comercials que hi havia el 2009, 1 era una botiga de menys de 120 m², 1 una peixateria i 1 una llibreria.
L'any 2000 a Sanxay hi havia 36 explotacions agrícoles que ocupaven un total de 2.522 hectàrees.

## Equipaments sanitaris i escolars
El 2009 hi havia una escola elemental integrada dins d'un grup escolar amb les comunes properes formant una escola dispersa.

## Poblacions més properes
El següent diagrama mostra les poblacions més properes.